# Only Up!
Only Up!はSCKR Gamesが開発・パブリッシングした3Dインディー・プラットフォーマー・ビデオゲームである。Getting Over It with Bennett FoddyやJump Kingのような難しいクライミングゲームに似たゲームプレイが特徴である。
2023年5月24日にSteamでリリースされたOnly Up!は賛否両論の評価を受け、その難易度は称賛されたが、最適化が不十分であるとの批判を受けた。このゲームはライブストリーミングサービスのTwitchとKickで紹介され、リリース直後に同プラットフォームで配信された最も人気のあるゲームの1つとなった。Only Up!は著作権保護されたアセットが使用されていたため、2023年6月30日にSteamから削除されたが、1日後に侵害アセットが削除されて復帰した。2023年9月7日、クリエイターによって再びSteamから削除された。

## ゲームプレイ
Only up!では、ゲームは廃品置き場からスタートし、主人公のジャッキーはプレイヤーによって三人称視点で操作され、さまざまなオブジェクトやプラットフォームの間を走ったり、登ったり、ジャンプしたり、跳んだりしなければならない。マップのあちこちに、障害物コースの大部分をスキップするためのトランポリンとして使えるベッドがある。プレイヤーは時間をスローにしてキャラクターの動きをコントロールすることができる。ゲーム全体を通してチェックポイントはなく、進行状況をセーブすることはできない。

## 開発
Only up!はSCKRゲームズによって開発・公開された。民話「ジャックと豆の木」にインスパイアされた部分もある。2023年6月15日、SCKR Gamesはカメラのコントロールを追加するアップデートをリリースした。これにより、プレイヤーは一人称視点と三人称視点を交互に切り替えられるようになり、キーボードのCキーを押すことでカメラを移動させたり中央に配置したりできるようになった。しかし、このアップデートは「ストリーマーが落下して苦しむのを見る楽しみをすべて奪った」と批判された。

### Steamからの削除
Only Up!は、ゲーム資産に関連する多数の著作権違反が見つかったため、2023年6月30日にSteamから削除された。ゲームに登場した3Dモデルの1つ、巨大な少女の彫像は、アーティストのAbouliciousが制作したもので、タイトルは「Blanket In The Wind」。このモデルは非商用ライセンスで、Sketchfabというウェブサイトから提供された。その他、『ファイナルファンタジーVII』や『マインクラフト』の効果音なども登場した。その後、SCKR Gamesはアップデートをリリースし、著作権で保護された素材をすべて削除し、7月1日にOnly Up!を再開した。 モデルは後にアトラスの像に置き換えられた。 
2023年9月7日、『Only Up!』は制作者のストレスを理由にSteamから永久削除された。Steamのゲームのアップデートノートで、ソロの開発者は「心の平穏と癒し」が必要であり、ゲームから先に進みたいと述べた。開発者は次のビデオゲーム『Kith』を発表し、『Only Up！』とは全く異なるゲームになると述べ、開発者はこのゲームでゲームデザイナーとして向上することを計画していた。

### NFTの広告
2021年10月、非代替性トークン（NFT）を売買するすべてのブロックチェーンゲームがSteamから正式に禁止された。Valve社の社長兼共同設立者であるゲイブ・ニューウェルは、暗号通貨を「詐欺的」と批判し、顧客がゲームにいくら支払っているのか混乱が生じると述べた。Only Up!は、Goblintown NFTシリーズのアートワークを宣伝し、主人公のシャツやマップのあちこちに見られるアートワークに画像を配置した。

## リリース
Steamでは、Steamサマーセールで30％割引になった。2023年5月24日にリリースされたOnly Up!の最初のユーザーベースは、ゲームの発祥地である中国と日本だった。スペイン中の多くのコンテンツクリエイターがこのゲームを紹介し、Twitchでの再生回数は25万回に上った。2023年6月、Only Up！はTwitchで合計85,000人の視聴者を獲得し、6番目に人気のあるゲームとなった。セーブシステムがないため、何人かのライブストリーマーやスピードランナーが、落ちたり、進行状況をすべて失ったりする仕様のために激怒してやめた。

## 歴史
批評家はOnly Up!の操作性と全体的なデザインが洗練されていないと感じた。Automaton Mediaは、スカイボックスのせいで「動作が重く」、デフォルト設定では「PCに最適化されていない」と述べているが、Try Hard Guidesは、起動時にグラフィック設定が最大に設定されていたと指摘している。
批評家たちは、障害物によって提示される多様性と、ゲーム全体のレイアウトによってプレイヤーにとって道が明確になっている点を評価したが、チェックポイントがない点については賛否両論だった。Gamereactorはこのゲームを10点満点中7点と評価し、Only Up!はセーブシステムやチェックポイントがなく「スリリングで、釘付けになり、イライラさせられる」と述べ、Automaton Mediaは「ストリームを見て楽しむのに最適な難易度」と評価した。TechRadarは、プレイヤーが転倒して進行状況をすべて失ったとき、「理不尽な怒り」を覚えるだろうけど、後に「非常に厳しい教訓」を学ぶだろうと感じた。

### OnlyUpフォートナイト
OnlyUp Fortniteは、ARMYというユーザーによってUnreal Engineで作成されたFortniteのクリエイティブマップである。このマップのゲームプレイは前作とほぼ同じだが、チャプター1からFortniteのリファレンスが追加されている。オリジナルのOnly Up!の8倍のプレイヤー数を誇るFortniteバージョンは、7月上旬には10万人以上のプレイヤーを獲得した。

## 注記
1. ↑  Steamでは5月24日が発売日だとされているが、多くの出典では発売日がその前日または翌日であるとされている。